# Glyptopimpla shromilae
Glyptopimpla shromilae là một loài tò vò trong họ Ichneumonidae.